# Belonogaster fuscipennis
Belonogaster fuscipennis är en getingart som beskrevs av François du Buysson 1909. Belonogaster fuscipennis ingår i släktet Belonogaster och familjen getingar. Inga underarter finns listade.